# Krystyna Szczepańska (śpiewaczka)

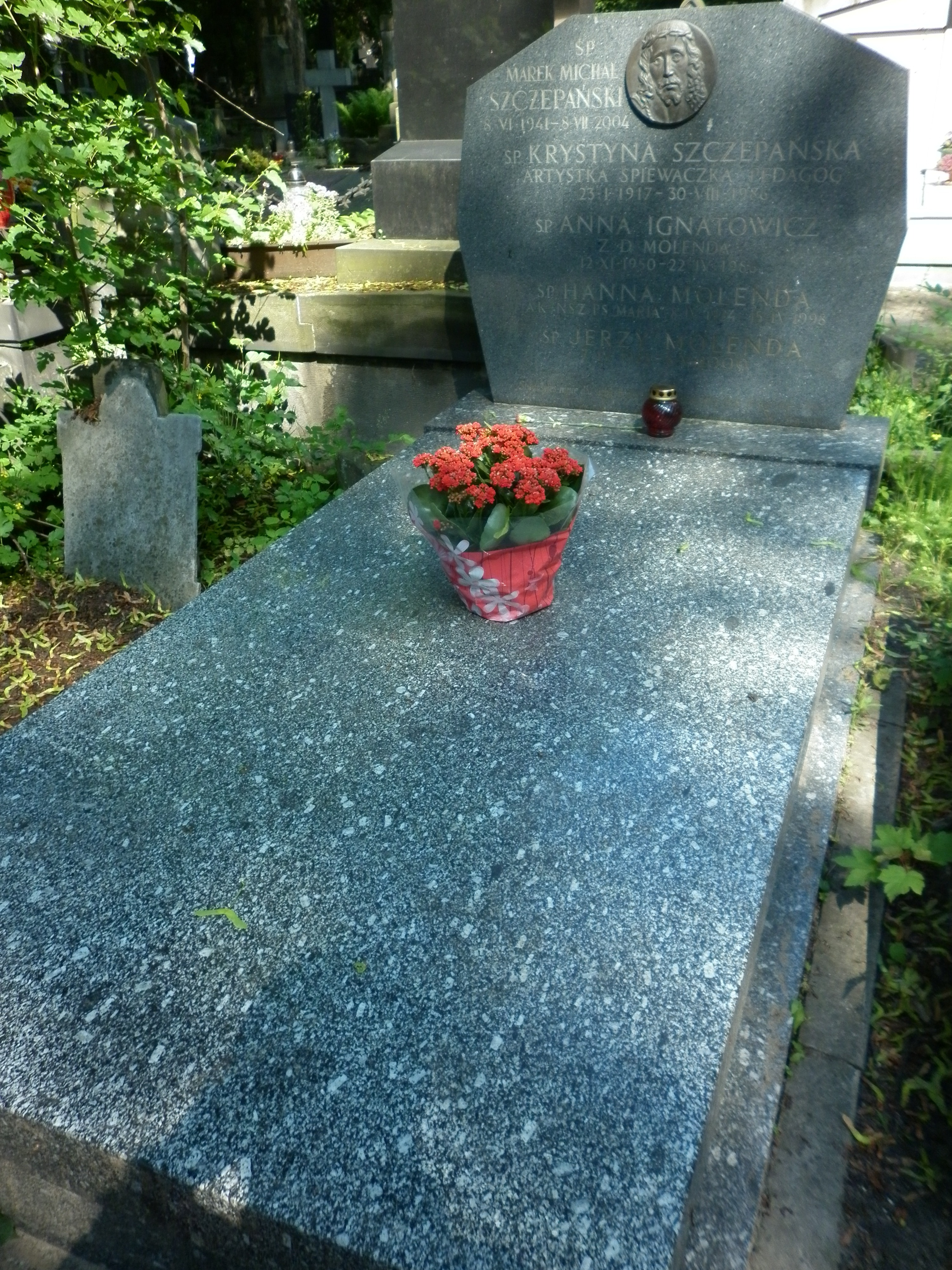
Grób Krystyny Szczepańskiej na cmentarzu Powązkowskim w Warszawie

Krystyna Maria Szczepańska (ur. 25 stycznia 1917 w Nasielsku, zm. 30 sierpnia 1986 w Warszawie) – polska śpiewaczka (mezzosopran). 

## Życiorys
Była drugą z trzech córek Franciszka Bulaka i Stanisławy z domu Kozera. Ukończyła szkołę podstawową w Nasielsku, następnie w 1935 Gimnazjum Żeńskie im. Marii Konopnickiej w Łomży. W 1939 uzyskała dyplom na Wydziale Nauczycielskim Państwowego Konserwatorium Muzycznego w Warszawie. 
Lata okupacji niemieckiej spędziła w Warszawie studiując w latach 1940–1944 śpiew w Miejskiej Szkole Muzycznej w klasie Stefana Beliny-Skupiewskiego. Występowała na tajnych koncertach "młodych talentów" oraz dobroczynnych Rady Głównej Opiekuńczej w sali Konserwatorium w Warszawie. 
Od 1944 współpracowała z Filharmonią Lubelską. Debiutowała w 1947 w Operze Śląskiej w Bytomiu jako Amneris w Aidzie Giuseppe Verdiego. Przez dziesięć lat była jedną z czołowych artystek śląskiej sceny. Od 1957 wchodziła w skład zespołu solistów Opery Warszawskiej do przejścia na emeryturę 1981. Występowała gościnnie na scenach operowych oraz koncertowych prawie wszystkich krajów Europy. 27 września 1961 wystąpiła w mediolańskiej La Scali, gdzie pod batutą Jana Krenza zaśpiewała partię mezzosopranową w Stabat Mater Szymanowskiego. Ponadto śpiewała na scenach i estradach: Berlina, Budapesztu, Bukaresztu, Brukseli, Palermo, Rzymu, Sofii oraz Moskwy, Taszkientu i Leningradu. 
W repertuarze miała ponad 40 partii operowych, odnosiła także sukcesy w repertuarze oratoryjno-kantatowym; przez wiele lat była jedyną w Polsce mezzosopranową odtwórczynią dzieł oratoryjnych.
W 1966 rozpoczęła pracę pedagogiczną, obejmując klasę śpiewu w warszawskiej Państwowej Wyższej Szkole Muzycznej (w latach późniejszych Uniwersytet Muzyczny Fryderyka Chopina).
W 1960 występowała w spektaklu telewizyjnym Przygoda Króla Artura. W 1973 była głównym bohaterem w filmie dokumentalnym Lekcja śpiewu reżyserowanego przez Stanisława Kokesza. W 1981 współpracowała w filmie dokumentalnym Harnasiowa nuta. W 1984 wystąpiła w filmie dokumentalnym Karol Szymanowski. Stabat Mater.
Była członkiem Oddziału Warszawskiego Towarzystwa Przyjaciół Ziemi Łomżyńskiej.
Dwukrotnie otrzymała Nagrodę Ministra Kultury i Sztuki (1967, 1978).
Była żoną dyrygenta Zygmunta Szczepańskiego.
Zmarła w Warszawie, pochowana na cmentarzu Powązkowskim (kwatera 173-6-31).

## Ordery i odznaczenia
- Order Sztandaru Pracy I klasy
- Order Sztandaru Pracy II klasy[15]
- Krzyż Oficerski Orderu Orderu Odrodzenia Polski
- Krzyż Kawalerski Orderu Odrodzenia Polski
- Złoty Krzyż Zasługi (15 lipca 1954)[16]

Źródło:.